# Karang Sari (Bayung Lencir)
Karang Sari is een bestuurslaag in het regentschap Musi Banyuasin van de provincie Zuid-Sumatra, Indonesië. Karang Sari telt 1034 inwoners (volkstelling 2010).